# Preussiella
Preussiella é um género botânico pertencente à família Melastomataceae.